# Agua Nacida
Agua Nacida är en ort i Mexiko.   Den ligger i kommunen Álamo Temapache och delstaten Veracruz, i den sydöstra delen av landet, 220 km nordost om huvudstaden Mexico City. Agua Nacida ligger 30 meter över havet och antalet invånare är 994.
Terrängen runt Agua Nacida är platt. Runt Agua Nacida är det ganska tätbefolkat, med 65 invånare per kvadratkilometer. Närmaste större samhälle är Temapache, 18,1 km norr om Agua Nacida. Trakten runt Agua Nacida består till största delen av jordbruksmark.